# Commissione Thorn
La Commissione Thorn è stata la Commissione europea in carica dal 6 gennaio 1981 al 5 gennaio 1985, presieduta dal lussemburghese Gaston Thorn; succedette alla Commissione Jenkins, e fu seguita dalla Commissione Delors I.

## Presidente
- Gaston Thorn ( Lussemburgo) — Partito Democratico

Nel 1980 il governo tedesco prese in considerazione Filippo Maria Pandolfi come possibile presidente della Commissione, ma il governo italiano non appoggiò la candidatura con convinzione.

## Composizione politica
- Sinistra / Socialisti: 4-5 membri
- Democratici Cristiani: 5-6 membri
- Destra / Conservatori: 3-2 membri
- Liberali: un membro
- Indipendenti: 1-0 membri

## Componenti della Commissione
Legenda:   [     ] Sinistra/Socialisti  [     ] Democratici Cristiani [     ] Liberali  [     ] Destra/Conservatori
| Commissario            | Nazionalità    | Incarico       | Competenze | Partito nazionale | Gruppo europeo                                        |
| ---------------------- | -------------- | -------------- | --- | ----------------- | ----------------------------------------------------- |
| Gaston Thorn           | Lussemburgo    | Presidente     | | PD                | Liberali e democratici                                |
| François-Xavier Ortoli | Francia        | Vicepresidente | Affari economici e finanziari                                                                                          | RPR               | Democratici progressisti/Alleanza Democratica Europea |
| Wilhelm Haferkamp      | Germania Ovest | Vicepresidente | Relazioni esterne | SPD               | Socialisti                                            |
| Christopher Tugendhat  | Regno Unito    | Vicepresidente | - Bilancio e controllo finanziario - Fiscalità                                                                         | Conservatori      | Democratici                                           |
| Étienne Davignon       | Belgio         | Vicepresidente | Affari industriali ed energia                                                                                          | indipendente      | Partito Popolare Europeo                              |
| Lorenzo Natali         | Italia         | Vicepresidente | Politiche mediterranee e allargamento                                                                                  | DC                | Partito Popolare Europeo                              |
| Antonio Giolitti       | Italia         | Commissario    | Politiche regionali e coordinamento dei fondi comunitari                                                               | PSI               | Socialisti                                            |
| Finn Olav Gundelach    | Danimarca      | Commissario    | Agricoltura | indipendente      | indipendente                                          |
| Poul Dalsager          | Danimarca      | Commissario    | Agricoltura | SD                | Socialisti                                            |
| Claude Cheysson        | Francia        | Commissario    | Sviluppo | PS                | Socialisti                                            |
| Edgard Pisani          | Francia        | Commissario    | Sviluppo | PS                | Socialisti                                            |
| Karl-Heinz Narjes      | Germania Ovest | Commissario    | - Mercato interno - Innovazione industriale - Unione doganale - Ambiente - Tutela dei consumatori - Sicurezza nucleare | CDU               | Partito Popolare Europeo                              |
| Giorgios Contogeorgis  | Grecia         | Commissario    | - Trasporti - Pesca - Coordinamento delle problematiche del turismo                                                    | ND                | Partito Popolare Europeo                              |
| Michael O'Kennedy      | Irlanda        | Commissario    | Personale ed amministrazione                                                                                           | Fianna Fáil       | Democratici progressisti/Alleanza Democratica Europea |
| Richard Burke          | Irlanda        | Commissario    | Personale ed amministrazione                                                                                           | Fine Gael         | Partito Popolare Europeo                              |
| Ivor Richard           | Regno Unito    | Commissario    | - Occupazione ed affari sociali - Istruzione e formazione professionale                                                | Laburisti         | Socialisti                                            |
| Frans Andriessen       | Paesi Bassi    | Commissario    | - Concorrenza - Relazioni con il Parlamento europeo                                                                    | KVP               | Partito Popolare Europeo                              |